# Eupelmus brevicollis
Eupelmus brevicollis is een vliesvleugelig insect uit de familie Eupelmidae. De wetenschappelijke naam is voor het eerst geldig gepubliceerd in 1951 door Risbec.